# Bob en Mike Bryan

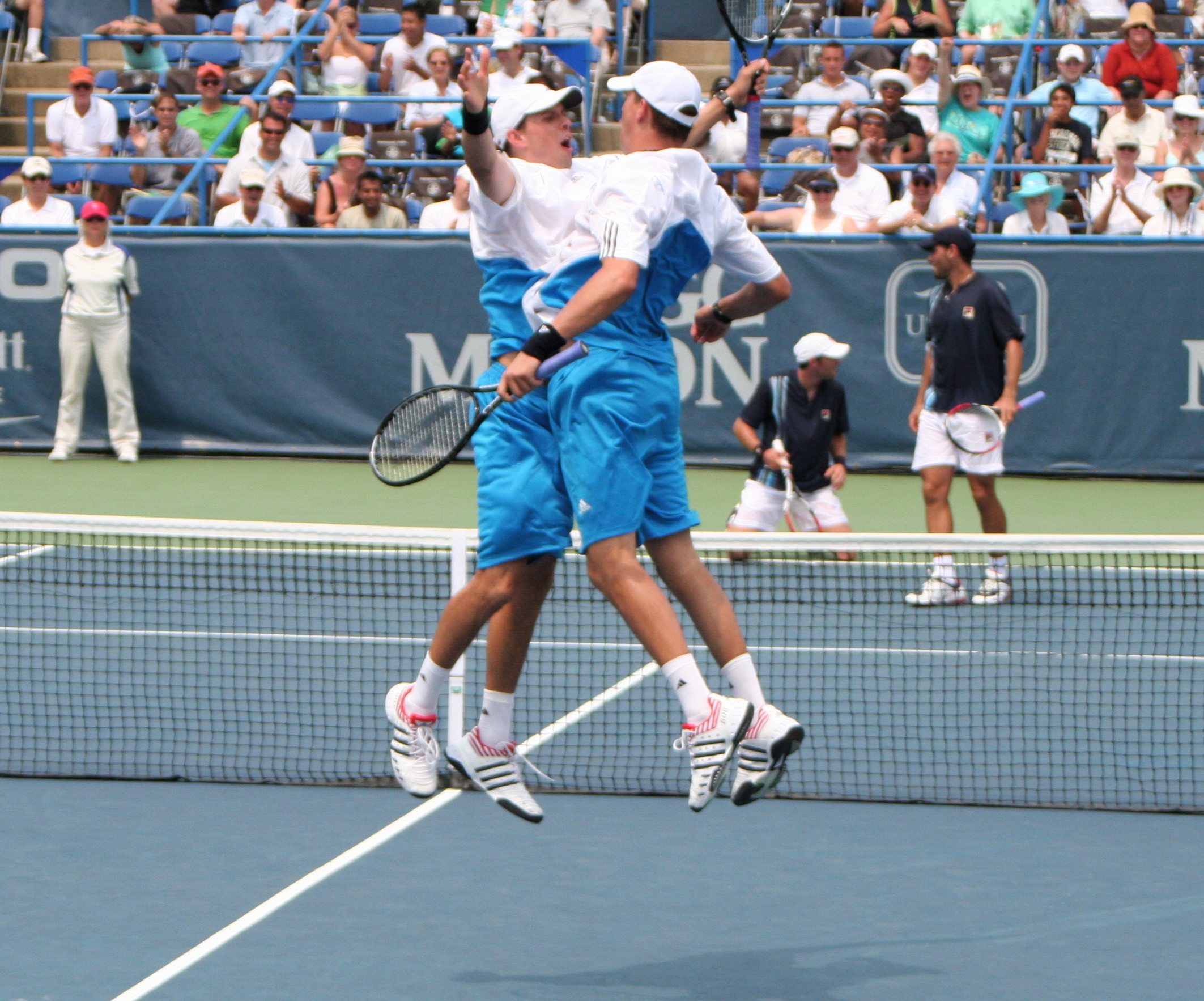
Bob en Mike Bryan

Bob en Mike Bryan zijn Amerikaanse tennisspelers die tot de succesvolste dubbelduo's uit de tennisgeschiedenis behoren.
De Amerikaanse tweeling staat bekend als de Bryans. Bob speelt linkshandig, Mike rechtshandig. Ze spelen hun gehele carrière samen. Mike won aarnaast nog vijf titels met een andere partner, in 2002 won Mike twee dubbeltoernooien met een andere partner. Bob probeerde zich toen te plaatsen voor het enkelspel op Wimbledon en de US Open. In 2018 was Bob geblesseerd en won Mike samen met Jack Sock de toernooien van Wimbledon, US Open en de ATP ATP Finals.
De Bryans zijn zoons van voormalig tennisster Kathy Blake en tennistrainer Wayne Bryan. Bob is twee minuten jonger dan zijn tweelingbroer. Ze studeerden beiden aan de Universiteit van Stanford.
In 1996 behaalden de Bryans hun eerste succes door de US Open voor junioren te winnen. Ze versloegen in de finale Daniele Bracciali en Jocelyn Robichaud.
De Bryans debuteerden in de Davis Cup voor de Verenigde Staten in 2003. Ze speelden in het dubbelspel 22 wedstrijden waarvan ze er 20 wonnen (juni 2009). In de confrontatie tussen de Verenigde Staten en Spanje in de halve finale van de Davis Cup 2008 speelde Mike aan de zijde van Mardy Fish omdat Bob een schouderblessure had. Het Amerikaanse gelegenheidsduo won de wedstrijd tegen Feliciano López en Fernando Verdasco in vijf sets.
Naast de baan zijn de broers onder andere bezig met muziek. Hun groep heet de Bryan Bros. Band.

## Dubbeltitels (119)
| Legenda: mannendubbel      |
| Grandslam (16)             |
| ATP Finals (4)             |
| Olympisch goud (1)         |
| ATP Tour Masters 1000 (39) |
| ATP Tour 500 (14)          |
| ATP Tour 500 (45)          |

| Nr.  | Datum      | Toernooi                  | Ondergrond    | Tegenstanders in finale                   | Score                         |         |
| ---- | ---------- | ------------------------- | ------------- | ----------------------------------------- | ----------------------------- | ------- |
| 1.   | 26-02-2001 | Memphis                   | Hardcourt     | Alex O'Brien Jonathan Stark               | 6-3, 7-6(3)                   | details |
| 2.   | 18-06-2001 | Queen's                   | Gras          | Eric Taino David Wheaton                  | 6-3, 3-6, 6-1                 | details |
| 3.   | 16-07-2001 | Newport                   | Gras          | André Sá Glenn Weiner                     | 6-3, 7-5                      | details |
| 4.   | 30-07-2001 | Los Angeles               | Hardcourt     | Andy Roddick Jan-Michael Gambill          | 7-5, 7-6(6)                   | details |
| 5.   | 04-03-2002 | Acapulco                  | Gravel        | Martin Damm David Rickl                   | 6-3, 3-6, 6-2                 | details |
| 6.   | 11-03-2002 | Scottsdale                | Hardcourt     | Mark Knowles Daniel Nestor                | 7-5, 7-6(6)                   | details |
| 7.   | 15-07-2002 | Newport (2)               | Gras          | Jürgen Melzer Alexander Popp              | 7-5, 6-3                      | details |
| 8.   | 05-08-2002 | Toronto                   | Hardcourt     | Mark Knowles Daniel Nestor                | 4-6, 7-6(1), 6-3              | details |
| 9.   | 28-10-2002 | Bazel                     | Tapijt        | Mark Knowles Daniel Nestor                | 7-6(1), 7-5                   | details |
| 10.  | 28-04-2003 | Barcelona                 | Gravel        | Chris Haggard Robbie Koenig               | 6-4, 6-3                      | details |
| 11.  | 09-06-2003 | Roland Garros             | Gravel        | Paul Haarhuis Jevgeni Kafelnikov          | 7-6(3), 6-3                   | details |
| 12.  | 23-06-2003 | Nottingham                | Gras          | Joshua Eagle Jared Palmer                 | 7-6(3), 4-6, 7-6(4)           | details |
| 13.  | 18-08-2003 | Cincinnati                | Hardcourt     | Wayne Arthurs Paul Hanley                 | 7-5, 7-6(5)                   | details |
| 14.  | 15-11-2003 | Tennis Masters Cup        | Hardcourt     | Michaël Llodra Fabrice Santoro            | 6-7(6), 6-3, 3-6, 7-6(3), 6-4 | details |
| 15.  | 12-01-2004 | Adelaide                  | Hardcourt     | Arnaud Clément Michaël Llodra             | 7-5, 6-3                      | details |
| 16.  | 23-02-2004 | Memphis (2)               | Hardcourt     | Jeff Coetzee Chris Haggard                | 6–3, 6–4                      | details |
| 17.  | 08-03-2004 | Acapulco (2)              | Gravel        | Nicolás Massú Juan Ignacio Chela          | 6-2, 6–4                      | details |
| 18.  | 14-06-2004 | Queen's (2)               | Gras          | Mark Knowles Daniel Nestor                | 6-4, 6–4                      | details |
| 19.  | 19-07-2004 | Los Angeles (2)           | Hardcourt     | Wayne Arthurs Paul Hanley                 | 6-3, 7-6(6)                   | details |
| 20.  | 01-11-2004 | Bazel (2)                 | Gravel        | Lucas Arnold Ker Mariano Hood             | 7-6(11), 6-2                  | details |
| 21.  | 21-11-2004 | Tennis Masters Cup (2)    | Hardcourt     | Wayne Black Kevin Ullyett                 | 4-6, 7-5, 6-4, 6-2            | details |
| 22.  | 28-02-2005 | Scottsdale (2)            | Hardcourt     | Wayne Arthurs Paul Hanley                 | 7-5, 6-4                      | details |
| 23.  | 13-06-2005 | Queen's (3)               | Gras          | Jonas Björkman Maks Mirni                 | 7-6(11), 7-6(4)               | details |
| 24.  | 08-08-2005 | Washington                | Hardcourt     | Wayne Black Kevin Ullyett                 | 6-4, 6-2                      | details |
| 25.  | 12-09-2005 | US Open                   | Hardcourt     | Jonas Björkman Maks Mirni                 | 6-1, 6-4                      | details |
| 26.  | 07-11-2005 | Parijs                    | Tapijt        | Mark Knowles Daniel Nestor                | 6-4, 6-7(3), 6-4              | details |
| 27.  | 30-01-2006 | Australian Open           | Hardcourt     | Leander Paes Martin Damm                  | 4-6, 6-3, 6-4                 | details |
| 28.  | 06-03-2006 | Las Vegas                 | Hardcourt     | Jaroslav Levinský Robert Lindstedt        | 6-3, 6-2                      | details |
| 29.  | 10-07-2006 | Wimbledon                 | Gras          | Fabrice Santoro Nenad Zimonjić            | 6-3, 4-6, 6-4, 6-2            | details |
| 30.  | 31-07-2006 | Los Angeles (3)           | Hardcourt     | Eric Butorac Jamie Murray                 | 6-2, 6-4                      | details |
| 31.  | 07-08-2006 | Washington (2)            | Hardcourt     | Paul Hanley Kevin Ullyett                 | 6-3, 5-7, [10-3]              | details |
| 32.  | 14-08-2006 | Toronto (2)               | Hardcourt     | Paul Hanley Kevin Ullyett                 | 6-3, 7-5                      | details |
| 33.  | 23-10-2006 | Madrid                    | Hardcourt     | Mark Knowles Daniel Nestor                | 7-5, 6-4                      | details |
| 34.  | 29-01-2007 | Australian Open (2)       | Hardcourt     | Jonas Björkman Maks Mirni                 | 7-5, 7-5                      | details |
| 35.  | 05-03-2007 | Las Vegas (2)             | Hardcourt     | Jonathan Erlich Andy Ram                  | 7-6(6), 6-2                   | details |
| 36.  | 02-04-2007 | Miami                     | Hardcourt     | Leander Paes Martin Damm                  | 6-7(7), 6-3, [10-7]           | details |
| 37.  | 16-04-2007 | Houston                   | Gravel        | Mark Knowles Daniel Nestor                | 7-6(3), 6-4                   | details |
| 38.  | 23-04-2007 | Monte Carlo               | Gravel        | Julien Benneteau Richard Gasquet          | 6-2, 6-1                      | details |
| 39.  | 21-05-2007 | Hamburg                   | Gravel        | Paul Hanley Kevin Ullyett                 | 6-3, 6-4                      | details |
| 40.  | 22-07-2007 | Los Angeles (4)           | Hardcourt     | Scott Lipsky David Martin                 | 7-6(5), 6-2                   | details |
| 41.  | 05-08-2007 | Washington (3)            | Hardcourt     | Jonathan Erlich Andy Ram                  | 7-6(5), 3-6, [10-7]           | details |
| 42.  | 21-10-2007 | Madrid (2)                | Hardcourt     | Mariusz Fyrstenberg Marcin Matkowski      | 6-3, 7-6(4)                   | details |
| 43.  | 28-10-2007 | Bazel (3)                 | Hardcourt     | James Blake Mark Knowles                  | 6-1, 6-1                      | details |
| 44.  | 04-11-2007 | Parijs (2)                | Tapijt        | Daniel Nestor Nenad Zimonjić              | 6-3, 7-6(4)                   | details |
| 45.  | 05-04-2008 | Miami (2)                 | Hardcourt     | Mahesh Bhupathi Mark Knowles              | 6-2, 6-2                      | details |
| 46.  | 04-05-2008 | Barcelona (2)             | Gravel        | Mariusz Fyrstenberg Marcin Matkowski      | 6-3, 6-2                      | details |
| 47.  | 11-05-2008 | Rome                      | Gravel        | Daniel Nestor Nenad Zimonjić              | 3-6, 6-4, [10-8]              | details |
| 48.  | 03-08-2008 | Cincinnati (2)            | Hardcourt     | Jonathan Erlich Andy Ram                  | 4-6, 7-6(2), [10-7]           | details |
| 49.  | 05-09-2008 | US Open (2)               | Hardcourt     | Lukáš Dlouhý Leander Paes                 | 7-6(5), 7-6(10)               | details |
| 50.  | 17-01-2009 | Sydney                    | Hardcourt     | Daniel Nestor Nenad Zimonjić              | 6-1, 7-6(3)                   | details |
| 51.  | 31-01-2009 | Australian Open (3)       | Hardcourt     | Mahesh Bhupathi Mark Knowles              | 2-6, 7-5, 6-0                 | details |
| 52.  | 01-03-2009 | Delray Beach              | Hardcourt     | Marco Melo André Sá                       | 6-4, 6-4                      | details |
| 53.  | 11-04-2009 | Houston (2)               | Gravel        | Jesse Levine Ryan Sweeting                | 6-1, 6-2                      | details |
| 54.  | 02-08-2009 | Los Angeles (5)           | Hardcourt     | Benjamin Becker Frank Moser               | 6-4, 7-6(2)                   | details |
| 55.  | 11-10-2009 | Peking                    | Hardcourt     | Mark Knowles Andy Roddick                 | 6-4, 6-2                      | details |
| 56.  | 22-11-2009 | ATP World Tour Finals (3) | Hardcourt     | Maks Mirni Andy Ram                       | 7-5, 6-3                      | details |
| 57.  | 31-01-2010 | Australian Open (4)       | Hardcourt     | Daniel Nestor Nenad Zimonjić              | 6-3, 6-7, 6-3                 | details |
| 58.  | 28-02-2010 | Delray Beach (2)          | Hardcourt     | Philipp Marx Igor Zelenay                 | 6-3, 7-6(3)                   | details |
| 59.  | 10-04-2010 | Houston (3)               | Gravel        | Stephen Huss Wesley Moodie                | 6-3, 7-5                      | details |
| 60.  | 02-05-2010 | Rome (2)                  | Gravel        | John Isner Sam Querrey                    | 6-2, 6-3                      | details |
| 61.  | 16-05-2010 | Madrid (3)                | Gravel        | Daniel Nestor Nenad Zimonjić              | 6-3, 6-4                      | details |
| 62.  | 01-08-2010 | Los Angeles (6)           | Hardcourt     | Eric Butorac Jean-Julien Rojer            | 6-7(6), 6-2, [10-7]           | details |
| 63.  | 15-08-2010 | Toronto (3)               | Hardcourt     | Julien Benneteau Michaël Llodra           | 7-5, 6-3                      | details |
| 64.  | 22-08-2010 | Cincinnati (3)            | Hardcourt     | Mahesh Bhupathi Maks Mirni                | 6-3, 6-4                      | details |
| 65.  | 10-09-2010 | US Open (3)               | Hardcourt     | Rohan Bopanna Aisam-ul-Haq Qureshi        | 7–6 (5), 7–6(4)               | details |
| 66.  | 10-10-2010 | Peking (2)                | Hardcourt     | Mariusz Fyrstenberg Marcin Matkowski      | 6–1, 7–6 (5)                  | details |
| 67.  | 07-11-2010 | Bazel (4)                 | Hardcourt     | Daniel Nestor Nenad Zimonjić              | 6–3, 3–6, [10-3]              | details |
| 68.  | 29-01-2011 | Australian Open (5)       | Hardcourt     | Mahesh Bhupathi Leander Paes              | 6–3, 6–4                      | details |
| 69.  | 09-04-2011 | Houston (4)               | Gravel        | John Isner Sam Querrey                    | 6–7(4), 6–2, [10-5]           | details |
| 70.  | 17-04-2011 | Monte Carlo (2)           | Gravel        | Juan Ignacio Chela Bruno Soares           | 6–3, 6–2                      | details |
| 71.  | 08-05-2011 | Madrid (4)                | Gravel        | Michaël Llodra Nenad Zimonjić             | 6–3, 6–3                      | details |
| 72.  | 13-06-2011 | Queen's (4)               | Gras          | Mahesh Bhupathi Leander Paes              | 6–7 (2), 7–6(4), [10-6]       | details |
| 73.  | 02-07-2011 | Wimbledon (2)             | Gras          | Robert Lindstedt Horia Tecău              | 6–3, 6–4, 7–6 (2)             | details |
| 74.  | 30-10-2011 | Wenen                     | Hardcourt     | Maks Mirni Daniel Nestor                  | 7–6 (10), 6–3                 | details |
| 75.  | 06-11-2011 | Valencia                  | Hardcourt     | Eric Butorac Jean-Julien Rojer            | 6–4, 7–6 (9)                  | details |
| 76.  | 14-01-2012 | Sydney (2)                | Hardcourt     | Jarkko Nieminen Matthew Ebden             | 6–1, 6–4                      | details |
| 77.  | 22-04-2012 | Monte Carlo (3)           | Gravel        | Maks Mirni Daniel Nestor                  | 6-2, 6-3                      | details |
| 78.  | 26-05-2012 | Nice                      | Gravel        | Oliver Marach Filip Polášek               | 7-6 (5), 6-3                  | details |
| 79.  | 04-08-2012 | Olympische spelen         | Gras          | Michaël Llodra Jo-Wilfried Tsonga         | 6–4, 7–6(2)                   | details |
| 80.  | 12-08-2012 | Toronto (4)               | Hard          | Marcel Granollers Marc López              | 6–1, 4–6, [12–10]             | details |
| 81.  | 07-09-2012 | US Open (4)               | Hard          | Leander Paes Radek Štěpánek               | 6–3, 6–4                      | details |
| 82.  | 07-10-2012 | Peking (3)                | Hard          | Carlos Berlocq Denis Istomin              | 6-3, 6-2                      | details |
| 83.  | 12-01-2013 | Sydney (3)                | Hard          | Maks Mirni Horia Tecău                    | 6-4, 6-4                      | details |
| 84.  | 26-01-2013 | Australian Open (6)       | Hardcourt     | Robin Haase Igor Sijsling                 | 6-3, 6-4                      | details |
| 85.  | 24-02-2013 | Memphis (3)               | Hardcourt     | James Blake Jack Sock                     | 6-1, 6-2                      | details |
| 86.  | 16-03-2013 | Indian Wells              | Hardcourt     | Treat Huey Jerzy Janowicz                 | 6-3, 3-6, [10-6]              | details |
| 87.  | 12-05-2013 | Madrid (5)                | Gravel        | Alexander Peya Bruno Soares               | 6-2, 6-3                      | details |
| 88.  | 19-05-2013 | Rome (3)                  | Gravel        | Mahesh Bhupathi Rohan Bopanna             | 6-2, 6-3                      | details |
| 89.  | 08-06-2013 | Roland Garros (2)         | Gravel        | Michaël Llodra Nicolas Mahut              | 6-4, 4-6, 7-6(4)              | details |
| 90.  | 16-06-2013 | Queen's (5)               | Gras          | Alexander Peya Bruno Soares               | 4-6, 7-5, [10-3]              | details |
| 91.  | 06-07-2013 | Wimbledon (3)             | Gras          | Ivan Dodig Marcelo Melo                   | 3-6, 6–3, 6–4, 6-4            | details |
| 92.  | 18-08-2013 | Cincinnati (4)            | Hardcourt     | Marcel Granollers Marc López              | 6-4, 4-6, [10-4]              | details |
| 93.  | 03-11-2013 | Parijs (3)                | Hardcourt (i) | Alexander Peya Bruno Soares               | 6-3, 6-3                      | details |
| 94.  | 23-02-2014 | Delray Beach (3)          | Hardcourt     | František Čermák Michail Jelgin           | 6-2, 6-3                      | details |
| 95.  | 16-03-2013 | Indian Wells              | Hardcourt     | Alexander Peya Bruno Soares               | 6-4, 6-3                      | details |
| 96.  | 30-03-2014 | ATP Miami (3)             | Hardcourt     | Juan Sebastián Cabal Robert Farah Maksoud | 7-6(8), 6-4                   | details |
| 97.  | 13-04-2014 | Houston (5)               | Gravel        | David Marrero Fernando Verdasco           | 4-6, 6-4, [11-9]              | details |
| 98.  | 20-04-2014 | Monte Carlo (4)           | Gravel        | Ivan Dodig Marcelo Melo                   | 6-3, 3-6, [10-8]              | details |
| 99.  | 14-08-2014 | Cincinnati (5)            | Hardcourt     | Vasek Pospisil Jack Sock                  | 6-3, 6-2                      | details |
| 100. | 08-09-2014 | US Open (5)               | Hardcourt     | Marcel Granollers Marc López              | 6–3, 6–4                      | details |
| 101. | 12-10-2014 | Shanghai                  | Hardcourt     | Julien Benneteau Édouard Roger-Vasselin   | 6-3, 7-6(3)                   | details |
| 102. | 02-11-2014 | Parijs (4)                | Hardcourt (i) | Jürgen Melzer Marcin Matkowski            | 6-3, 6-3                      | details |
| 103. | 16-11-2014 | ATP World Tour Finals (4) | Hardcourt     | Ivan Dodig Marcelo Melo                   | 6-7(5), 6-2, [10-7]           | details |
| 104. | 22-02-2015 | Delray Beach (4)          | Hardcourt     | Raven Klaasen Leander Paes                | 6-3, 3-6, [10-6]              | details |
| 105. | 05-04-2015 | Miami (4)                 | Hardcourt     | Vasek Pospisil Jack Sock                  | 6-3, 1-6, [10-8]              | details |
| 106. | 19-04-2015 | Monte Carlo (5)           | Gravel        | Simone Bolleli Fabio Fognini              | 7-6(3), 6-1                   | details |
| 107. | 02-08-2015 | Atlanta                   | Hardcourt     | Colin Fleming Gilles Müller               | 4-6, 7-6(2), [10-4]           | details |
| 108. | 09-08-2015 | Washington (6)            | Hardcourt     | Ivan Dodig Marcelo Melo                   | 6-4, 6-2                      | details |
| 109. | 16-08-2015 | Toronto (5)               | Hardcourt     | Daniel Nestor Édouard Roger-Vasselin      | 7–6(5), 3–6, [10–6]           | details |
| 110. | 09-04-2016 | Houston (6)               | Gravel        | Víctor Estrella Burgos Santiago González  | 4-6, 6-3, [10-8]              | details |
| 111. | 24-04-2016 | Barcelona (3)             | Gravel        | Pablo Cuevas Marcel Granollers            | 7-5, 7-5                      | details |
| 112. | 15-05-2016 | Rome (4)                  | Gravel        | Vasek Pospisil Jack Sock                  | 2–6, 6–3, [10–7]              | details |
| 113. | 01-07-2017 | Eastbourne                | Gras          | Rohan Bopanna André Sá                    | 6–7(4), 6–4, [10–3]           | details |
| 114. | 30-07-2017 | Atlanta (2)               | Hardcourt     | Wesley Koolhof Artem Sitak                | 6-3, 6-4                      | details |
| 115. | 31-03-2018 | Miami (5)                 | Hardcourt     | Karen Chatsjanov Andrej Roebljov          | 4-6, 7-6(5), [10–4]           | details |
| 116. | 22-04-2018 | Monte Carlo (6)           | Gravel        | Oliver Marach Mate Pavić                  | 7–6(5), 6–3                   | details |
| 117. | 24-02-2019 | Delray Beach (5)          | Hardcourt     | Ken Skupski Neal Skupski                  | 7-6(5), 6-4                   | details |
| 118. | 30-03-2019 | Miami (6)                 | Hardcourt     | Wesley Koolhof Stéfanos Tsitsipás         | 7-5, 7-6(8)                   | details |
| 119. | 23-02-2020 | Delray Beach (6)          | Hardcourt     | Luke Bambridge Ben McLachlan              | 3-6, 7-5, [10-5]              | details |

## Olympische Spelen

### Athene 2004
Bob en Mike namen voor het eerst deel aan de Olympische Spelen in 2004. Als eerste reekshoofd en de grote favorieten draaide het toernooi in Athene uit op een kleine ontgoocheling. Na makkelijke zeges in de eerste en tweede ronde werden de Bryans verrast in de kwartfinales door het Chileense duo Fernando González en Nicolás Massú die uiteindelijk ook olympisch kampioen werden.
| eerste ronde | Bob Bryan Mike Bryan | Marat Safin Michail Joezjny     | winst   | 6-1, 6-2 |
| tweede ronde | Bob Bryan Mike Bryan | Maks Mirni Vladimir Voltsjkov   | winst   | 6-3, 6-3 |
| kwartfinale  | Bob Bryan Mike Bryan | Fernando González Nicolás Massú | verlies | 5-7, 4-6 |

### Peking 2008
Net als vier jaar eerder waren Bob en Mike in Peking als eerste geplaatst voor het olympisch tennistoernooi. De voorbereiding op de Olympische Spelen liep niet van een leien dakje, de Bryans bereikte geen enkele Grand Slam finale en verloren hun eerste plaats op de wereldranglijst. Toch waren ze de uitgesproken favorieten voor de olympische titel. De Amerikaanse hoop op tennisgoud strandde uiteindelijk in de halve finale. Bob en Mike verloren van de latere olympische kampioenen Roger Federer en Stanislas Wawrinka. In de wedstrijd om de derde plaats tegen het Franse duo Arnaud Clément en Michaël Llodra
kwamen de Bryans terug van een set achterstand om uiteindelijk het brons te veroveren.
| eerste ronde | Bob Bryan Mike Bryan | Mark Knowles Devon Mullings      | winst   | 6-2, 6-1      |
| tweede ronde | Bob Bryan Mike Bryan | Julian Knowle Jürgen Melzer      | winst   | 7-6(2), 6-4   |
| kwartfinale  | Bob Bryan Mike Bryan | Chris Guccione Lleyton Hewitt    | winst   | 6-4, 6-3      |
| halve finale | Bob Bryan Mike Bryan | Roger Federer Stanislas Wawrinka | verlies | 6-7(6), 4-6   |
| Brons        | Bob Bryan Mike Bryan | Arnaud Clément Michaël Llodra    | winst   | 3-6, 6-3, 6-4 |

### Londen 2012
Net als vier jaar eerder waren Bob en Mike in Londen als eerste geplaatst voor het olympisch tennistoernooi. Ze wonnen goud door het Franse duo Michaël Llodra en Jo-Wilfried Tsonga in twee sets te verslaan.
| eerste ronde | Bob Bryan Mike Bryan | Thomaz Bellucci André Sá          | winst | 7-6(5), 6-7(5), 6-3 |
| tweede ronde | Bob Bryan Mike Bryan | Nikolaj Davydenko Michail Joezjny | winst | 7-6(6), 7-6(1)      |
| kwartfinale  | Bob Bryan Mike Bryan | Jonathan Erlich Andy Ram          | winst | 7-6(4), 7-6(10)     |
| halve finale | Bob Bryan Mike Bryan | Julien Benneteau Richard Gasquet  | winst | 6-4, 6-4            |
| Goud         | Bob Bryan Mike Bryan | Michaël Llodra Jo-Wilfried Tsonga | winst | 6-4, 7-6(2)         |

## Prestatietabel grand slam
| Legenda | Legenda                          |
| ------- | -------------------------------- |
| g.t.    | geen toernooi gehouden           |
| l.c.    | lagere categorie                 |
| –       | niet deelgenomen                 |
| G       | uitgeschakeld in de groepsfase   |
| 1R      | uitgeschakeld in de eerste ronde |
| 2R      | uitgeschakeld in de tweede ronde |
| 3R      | uitgeschakeld in de derde ronde  |
| 4R      | uitgeschakeld in de vierde ronde |
| KF      | uitgeschakeld in de kwartfinale  |
| HF      | uitgeschakeld in de halve finale |
| F       | de finale verloren               |
| W       | het toernooi gewonnen            |
| w-v     | winst/verlies-balans             |

| Toernooi        | 1995 | 1996 | 1997 | 1998 | 1999 | 2000 | 2001 | 2002 | 2003 | 2004 | 2005 | 2006 | 2007 | 2008 | 2009 | 2010 | 2011 | 2012 | 2013 | 2014 | 2015 | 2016 | 2017 | 2018 | 2019 | 2020 |
| --------------- | ---- | ---- | ---- | ---- | ---- | ---- | ---- | ---- | ---- | ---- | ---- | ---- | ---- | ---- | ---- | ---- | ---- | ---- | ---- | ---- | ---- | ---- | ---- | ---- | ---- | ---- |
| Australian Open | –    | –    | –    | –    | –    | 1R   | 1R   | KF   | 3R   | F    | F    | W    | W    | KF   | W    | W    | W    | F    | W    | 3R   | 3R   | 3R   | F    | HF   | KF   | 3R   |
| Roland Garros   | –    | –    | –    | –    | 2R   | 2R   | 2R   | KF   | W    | HF   | F    | F    | KF   | KF   | HF   | 2R   | HF   | F    | W    | KF   | F    | F    | 2R   | –    | 3R   | –    |
| Wimbledon       | –    | –    | –    | –    | 3R   | 1R   | HF   | HF   | KF   | 3R   | F    | W    | F    | HF   | F    | KF   | W    | HF   | W    | F    | KF   | KF   | 2R   | –    | 3R   | g.t. |
| US Open         | 1R   | 1R   | 1R   | 1R   | 1R   | KF   | 2R   | HF   | F    | 3R   | W    | 3R   | KF   | W    | HF   | W    | 1R   | W    | HF   | W    | 1R   | KF   | HF   | –    | 3R   | –    |